# Kamran Pasha
Kamran Pasha (* 3. April 1972 in Karatschi, Pakistan) ist ein US-amerikanischer Drehbuchautor, Regisseur und Schriftsteller in Hollywood. Eines seiner bekanntesten Werke ist der Roman Aischa und Mohammed, der das Wirken des Propheten und die Anfänge des Islam beschreibt.

## Leben
Pasha immigrierte im Alter von drei Jahren mit seiner Familie in die Vereinigten Staaten, wo er im New Yorker Stadtteil Brooklyn aufwuchs. Nach dem Besuch der Stuyvesant High School wechselte er im Jahr 1989 an das Dartmouth College und belegte dort das Hauptfach Vergleichende Religionen. Zugleich wurde er auch Herausgeber der Collegezeitung. Nach seinem Abschluss arbeitete er als Journalist an der Wall Street und interviewte hierfür auch internationale Politiker wie Shimon Peres, Benazir Bhutto und Alberto Fujimori. 1996 beendete er seine journalistische Karriere und ging zur Cornell Law School, wo er sein Studium im Jahr 2000 abschloss.
Er war nur für kurze Zeit als Anwalt für eine Großkanzlei tätig, ehe er nach Los Angeles ging, um eine Karriere im Filmbusiness zu starten. So besuchte er die UCLA-Schule für Theater, Film und Fernsehen und beendete sein Studium im Jahr 2003.

## Arbeit und Werke
Nach seiner ersten Arbeit am Remake der Serie The Twilight Zone war er an mehreren Filmen und Serien als Schreiber und als Filmproduzent beteiligt. So gehören die kurzlebigen Serien Sleeper Cell, Bionic Woman und Kings mit in seine Produzentenliste. Immerhin wurde er für Sleeper Cell jeweils für den Golden Globe und den Emmy als beste Miniserie nominiert.
Für den Hiphop-Sänger 50 Cent schrieb er im Jahr 2008 ein Videospiel namens 50 Cent: Blood on the Sand. Im selben Jahr begleitete er seine Mutter auf dem Haddsch, der traditionellen Pilgerfahrt nach Mekka.
Neben all dem fand er auch noch Zeit, zwei historische Romane zu schreiben, von denen der erste Mother of the Believers (dt. Aischa und Mohammed) die Geschichte des Islams aufzeigt und der zweite die Kreuzzüge zum Thema hat.